# Glaignes
Glaignes é uma comuna francesa na região administrativa de Altos da França, no departamento de Oise. Estende-se por uma área de 5,42 km². Em 2010 a comuna tinha 389 habitantes (densidade: 71,8 hab./km²).